# دیوید فوربس
دیوید فوربس (انگلیسی: David Forbes؛ زادهٔ ۲۶ ژانویهٔ ۱۹۳۴) قایقران قایق بادبانی اهل استرالیا بود.